# いすみ市指定文化財一覧
いすみ市指定文化財一覧（いすみししていぶんかざいいちらん）は、千葉県いすみ市の指定等の文化財を一覧化したものである。

## 一覧
- 松尾神社本殿
- 行元寺本堂
- 行元寺楼門
- 光福寺山門
- 光福寺祖師堂
- 上行寺山門
- 妙泉寺楼門
- 三光寺山門
- 大聖寺 (いすみ市)不動堂
- 木造阿弥陀如来立像　※円蔵律寺所有